# 기독교 근본주의
기독교 근본주의(영어: Christian fundamentalism) 또는 근본주의 기독교는 성경 문자주의를 강조하는 기독교 운동이다. 19세기 말에서 20세기 초에 영국과 미국에서 일어난 자유주의 신학와 진보주의 사상에 반대하면서 떠오르기 시작한 것이다. 근본주의자들은 19세기 자유주의 신학자들이 성경 무오와 같은 특별한 교리들의 견해에 반대하였기에, 성경의 근본적인 내용을 사실 그대로 방어하면서 근본주의라는 용어를 주장하였다. 그런데 시간이 지난후에 '근본주의'라는 용어는 신학이나 종교에서 전통적 교리를 고수하며 다른 종교는 물론 개혁적인 사회변화에 반대하는 사조를 나타내는 말로 광범위하게 사용한다. 특히 미국 등에서는 정치적으로 기독교 우파와 연관하며 20세기 중반부터 상당한 영향력을 보였다. 원래 '근본주의'의 언어적 의미로는 종교만이 아니라 각 지역의 고유 문화 내지 관습 및 인간의 기본 존엄성과 같은 근본적인 사항에 대한 중심을 둔다는 의미를 포함한다. 지금은 보수적 종교 성향과 행동을 가리키는 용어로 사용하며, 모든 사상의 해체를 주장하는 포스트모던 시대에 기독교 근본주의의 성경의 역사적 문자적 주장은 여러 분야에서 도전을 받고 있다.

## 기독교 근본주의의 특징

### 5가지 신학적 주장
기독교 근본주의의 5대 주장은 전통적 기독교 교리이나 적용과 해석 측면에서 강력한 보수적 입장을 주장한다. 현재의 주류 개신교 신학에 비해 극히 보수주의적 입장을 강조한다.
① 성경의 무오(無誤): 문자 그대로의 오류 없음으로 해석할 수 없으며, 어떤 성경 한 구절에도 이견을 제시할 수 없다고 주장한다.
② 그리스도의 동정녀 탄생: 그리스도의 인성적 측면을 배제하고 절대적 신성의 예수 그리스도를 강조하며, 예수의 탄생은 어떤 해석 대상이 아니라고 주장한다.
③ 그리스도의 대속적 죽음: 그리스도의 십자가 사건을 아가페의 사랑이나 폭넓은 구속사적 이해가 아니라, 인간의 죄를 대속하는 사건으로 강조한다.
④ 육체의 부활: 그리스도를 따르는 부활의 사건이 아니라, 무덤에서 일어나는 사건으로 주장한다.
⑤ 그리스도의 재림: 그리스도의 정의가 세상에 실현되거나, 복음을 따르는 심판 개념의 재림이 아니라, 강력한 왕권으로 그리스도의 재림을 주장한다. 전천년설의 세대주의를 주장한다.

### 문자적 해석
발전적 신학적 사조와 현대 문화를 이해하려는 신학적 연구와 개신교 전통인 역사적 성경해석과 개신교 신학 운동을 기독교 근본주의에서는 거부한다. 성경(성서)을 문자적으로 해석하는 성경문자주의 강조가 기독교 근본주의의 특징이다. 근대 영국과 미국 기독교계에서는 유럽의 정통 개신교신학을 바탕으로하는 신학 연구와 진보적 신학, 기독교 운동, 역사적 성경해석에서 발전한 성경연구에 반대하며, 축자영감설에 근거한 성서무오설과 예수의 신성을 주장하는 강력한 보수를 강조하는 신학이 등장한다. 이들은 1910년에서 1915년사이에 자신들의 교리를 담은 10여 권의 작은 책 《근본》(the Fundamentals)을 무료로 배포하면서 기독교 근본주의라고 불리었다.

### 정치와의 연관
미국 남부의 이른바 성서 지대에서 특히 세력이 강한 미국의 근본주의자들은 성(聖)과 속(俗)으로 구분짓는 이원론에 근거하여 정치에 무관심하던 모습에서 탈피, 신복음주의, 보수적 오순절교회 등과 더불어 국수주의, 반공주의 등이 특징인 기독교 우파라는 이름으로 정치세력화하였다.

## 근본주의와 복음주의 그리고 신복음주의
복음주의는 모든 개신교회가 '복음중심주의'라는 전통적이고 정통적인 개신교의 정체성이다. 따라서 모든 개신교회는 복음주의 교회이며, 복음주의를 따른다. 세계 각 지역의 개신교회를 의미하는 단어로 언제나 복음주의를 사용한다.
근본주의에서 주창하는 근본주의의 복음주의는 개신교회 내부의 운동이므로 개신교 전반의 정통 복음주의를 전제한다. 그러나 기독교 근본주의가 주장하는 복음주의는 강경한 보수적 신학사조로 20세기 영어권의 보수적 신학 입장을 배경으로 하며, 개신교의 정통적 복음주의 전체를 의미하지 않는다. 근본주의 신학은 폭넓은 개신교 복음주의 사상 중 극히 일부만을 강조하여, 흔히 협의의 복음주의라 구분한다. 근본주의의 용어로서 복음주의는 개신교 전통을 아우르는 '정통 복음주의'가 아니라, 기독교 근본주의 내부에서 규정한 기독교 근본주의가 해석한 복음만이 진정한 복음이라는 폐쇄적 복음주의의 용례로 이해해야 한다.
신복음주의는 온건한 입장의 기독교 근본주의자들로, 개신교 보수주의 신학을 지향한다. '기독교 근본주의'가 19세기 말과 20세기 초에 형성되었고, '신복음주의'는 20세기 중반에 기독교 근본주의자들의 분파적이고 폐쇄적인 신학적 입장의 문제를 지적하고 개방적 기독교 근본주의 신학을 주장하는 이들이다. 신학적인 경향은 기독교 근본주의와 별반 다르지 않으나, 다른 개신교 교단과의 교류를 유지하고 반지성적 기독교 근본주의를 극복하려는 노력을 기울인다.

## 비판
근본주의는 유사과학(창조과학)의 신봉, 얕은 신학관, 기독교 전통과 결별, 인권에 대한 이해 부족 등으로 많은 사회문제를 일으킨다는 점들 때문에, 외부와 기독교 전반으로부터 다음과 같은 비판을 받고 있다.

### 축자영감설의 문자적 성경이해 비판
근본주의는 성경에 대한 '성경 문자주의 이해'와 '축자영감설'을 바탕으로 하는 "변형된" 성경 무오설을 주장한다. 얼핏 성경을 존중하는 표현으로 보이는 '성경 문자주의 이해'는 매우 위험한 성경 이해 방식이다. 이미 16세기 초기 종교개혁 운동과 중요 신학자들에서도 문자적 성경 이해(성경 문자주의)와 축자영감설에 따른 성경 이해를 경계했다.
근본주의의 '문자적 성경이해'는 비유와 은유 같은 표현까지도 있는 그대로 따라야 한다는 주장이며, 성경 본문의 모든 문장을 동일한 가치로 이해해야 한다는 주장이다. 즉, 구약 욥기에서 욥의 독백과 친구들의 조언과 하나님의 명령을 동일한 가치로 이해하는 방식이다. 문자적 성경 이해는 특정한 주제를 위해 욥의 불평과 하나님의 명령이 동일한 가치를 지니므로 뒤섞어도 그 효력이 무관하다는 인식 결과를 낳는다. 성경의 기록을 편리하게 자신의 의도에 맞게 마구잡이식으로 인용하도록 하는 신학적 장치가 근본주의 '성경 문자주의'이다. 그리고 이렇게 뒤섞어도 되는 이유가 바로 축자영감설, 한 글자마다 영적이므로 문장 모두가 영적이게 되어 뒤섞어도 문제가 없다는 주장이며, 근본주의 '성경 문자주의 이해'의 기본 근거가 된다.
외부적으로 '성경을 문자 그대로 믿는다'의 표현은 실제로는 기독교 근본주의가 자신의 의도대로 재편집한 성경 구절을 이용하는 주장의 정당성을 지지하기 위한 장치일 뿐이라는 것이다.

### 과학계의 비판
근본주의는 일반적으로 직접 관찰가능한 자연현상인 진화를 비롯한 과학적 사실들을 인정하지 않아 과학계와 갈등이 있다. 이를 부정하고, 창조과학이라는 사이비 과학을 만들어서 사람들을 현혹한다. 창조과학계 단체들은 주류 과학계에서 발견한 것을 왜곡하거나 일반인들이 알기 힘든 논문의 내용의 지극히 일부를 조작하여 편향적이거나 과학적으로 검증되지 않은 내용들을 설파하는 경향이 있다. 이와 같은 행위에 대해 일반적으로 과학계와는 큰 마찰이 있고, 과학자의 대부분은 창조과학에 반대하는 입장에 서 있다. 버틀러법(en)이라는 미국의 과거 법과 같은 이런 문제들로 인해 1925년 테네시주에서는 고등학교에서 진화론을 가르쳤다면서 스콥스라는 생물교사에게 벌금 100달러를 물린 원숭이 재판이 벌어지기도 하였으며, 한국에서도 창조과학계의 영향으로 교과서 진화론 삭제 사건과 같은 사회적 논란거리를 일으키기도 하였다.
이러한 모습들은 근본주의자들의 성서관인 축자영감설의 특징중 하나가 성서는 글자까지도 하나님의 영감으로 기록된 정확무오한 하나님 말씀이므로, 성서의 기록은 역사적이나 과학적인 사실이라고 보기 때문이라고 생각되어 왔기 때문이다. 하지만 창조과학은 제칠일 안식교에서 기원했으며, 반진화 사상 자체는 통일교의 영향이 크다는 점을 고려할 때, 이러한 주장은 기독교 내에서도 비판의 여지가 있다.
다만, 바이오로고스 등을 통해 보수주의 계열에도 진화적 유신론 등의 신학적 발전이 받아들여지면서 개선의 여지가 있기는 하며, 창조과학류의 유사과학을 경계하는 움직임도 존재하므로 이러한 비판으로부터 자유로워질 수 있는 가능성을 갖고 있다. 또한 모든 기독교 근본주의적 복음주의자들이 진화학에 대해 반대한 것은 아니어서, 성서무오설을 확신한 벤저민 워필드의 경우 '진화론이 비성서적이라는 근거를 성서에서 찾을 수 없다'는 주장을 했다.

### 신학계의 비판
근본주의는 현대 개신교 신학 연구 전체를 무차별적 반대하는 등 주류 개신교 신학계와 마찰을 빚고 있다.
영국과 미국의 기독교 근본주의의 경우 19세기 유럽 신학계의 한 흐름이나 신학 학파 정도였던 자유주의 신학에 대한 반동에서 출발하면서, 유럽의 자유주의 신학 내용만이 아니라 관련된 신학 사상 전부를 거부하였다. 근본주의의 이런 신학적 거부가 현대 신학계에서 거의 사라진 자유주의 신학을 넘어 지나치게 확장되고 왜곡되어 현대신학과 주류 신학을 무조건 반대하는 형태를 보인다. 
유럽의 자유주의 신학을 반대하는 신학자들인 개신교 신정통주의 신학자 칼 바르트의 신학과 고전정통주의 신학자 토마스 오든, 전통적 종교개혁 신학을 확장, 발전시킨 볼프하르트 판넨베르크까지도 근본주의자들이 자유주의라고 비판하는 경우도 있었다.

### 인권과 사회론적 비판
인권 운동 등으로 평등권이 신장되면서, 여러 인권단체에서는 근본주의 자체를 과거의 유물로 보고 비판하는 시각이 늘어나고 있다. 성경 문자주의를 근거로 인종, 성별에 관한 차별을 정당화함으로써 수많은 사회문제를 일으키고 있다. 미국에서 백인 우월주의적 시각은 근본주의와도 기초적 연관을 가지며, 근본주의 계열의 교단은 여성이나 사회적 소수자에 대한 차별을 철폐하지 않아 성경문자주의적 성경해석에 따라 성경에 여성에게 안수한 기록이 없다며 여성에 대한 목사 안수를 거부하고 있다. 미국의 강력한 근본주의 교단인 남침례교단의 경우도 여성 안수를 거부하며, 대한민국의 침례교회 교단들도 이에 따라 여성에게 목사 안수를 거부한다. 한편 대한민국에서는 이미 1920년대 감리교회에서 여성에게 목사 안수를 시작하였으며, 현재 장로교 내의 일부 교단과, 성결교회, 루터교, 성공회에서도 여성 목사 안수를 시행하게 되었다.

### 사회 정화 운동의 비판
근본주의는 사회적인 정화 및 성경적 원리 추구를 원했다. 알코올, 즉 음주에 대한 강한 법적 제재를 원했고, 도박, 담배, 춤, 극장 등의 현대인이 엔터테인먼트라고 할 수 있는 대부분을 죄악시 할 뿐 더러는 법으로 제재하기를 원했다. 이러한 율법주의적인 견해는 복음주의 안에서도 분열을 가져왔다. 예를 들어, 술에 대한 견해도 금주가 아닌 적절한 절제를 성경은 말하고 있기 때문이다. 포도주를 성만찬에 사용했던 성경적 근거를 예로 들 수 있다. 이러한 근본주의 측의 주장은 자신들 외 다른 가치관을 가진 세력을 적대시한다는 배타성과도 강한 연관을 가지는데, 그들만이 정의롭고 의로우며 구원받을 것이라 믿고 남들도 그들이 만든 원칙을 따라야만 된다는 규칙을 강요한다는 것이다.
이와 같이 세속화를 적으로 규정하고 세상의 문화 자체를 금기시하는 문화적 경향이 세상과는 등지고 사는 금욕주의를 부추기고, 이것이 교회를 사회변화로부터 고립화시켰다는 점이 지적된다. 삶보다 교리를 중시하다 보니 건강한 영적 생활에는 관심이 덜하고 기술적인 신학만을 강조하게 된다. 또 이들은 교리의 정확성(certainty)에 중독되었다는 비말이 있을 정도로 교리 중심의 생각만을 주장하며, 사회적 문제에 대하여는 특정 이슈에만 집중하여 다른 문제에 관해 무관심하다는 고립성이 비판받고 있다.

## 참고 문헌
- Almond, Gabriel A., R. Scott Appleby, and Emmanuel Sivan, eds. (2003). Strong Religion: The Rise of Fundamentalisms around the World and text search
- Armstrong, Karen (2001). The Battle for God. New York: Ballantine Books. ISBN 0-345-39169-1.
- Ballmer, Randall (2nd ed 2004). Encyclopedia of Evangelicalism
- Ballmer, Randall (2010). The Making of Evangelicalism: From Revivalism to Politics and Beyond, 120pp
- Ballmer, Randall (2000). Blessed Assurance: A History of Evangelicalism in America
- Beale, David O. (1986). In Pursuit of Purity: American Fundamentalism Since 1850. Greenville, SC: Bob Jones University (Unusual Publications). ISBN 0-89084-350-3.
- Bebbington, David W. (1990). "Baptists and Fundamentalists in Inter-War Britain." In Keith Robbins, ed. Protestant Evangelicalism: Britain, Ireland, Germany and America c.1750-c.1950. Studies in Church History subsidia 7, 297–326. Oxford: Blackwell Publishers, ISBN 0-631-17818-X.
- Bebbington, David W. (1993). "Martyrs for the Truth: Fundamentalists in Britain." In Diana Wood, ed. Martyrs and Martyrologies, Studies in Church History Vol. 30, 417–451. Oxford: Blackwell Publishers, ISBN 0-631-18868-1.
- Barr, James (1977). Fundamentalism. London: SCM Press. ISBN 0-334-00503-5.
- Caplan, Lionel (1987). Studies in Religious Fundamentalism. London: The MacMillan Press, ISBN 0-88706-518-X.
- Carpenter, Joel A. (1999). Revive Us Again: The Reawakening of American Fundamentalism. Oxford University Press, ISBN 0-19-512907-5.
- Cole, Stewart Grant (1931). The History of Fundamentalism, Greenwood Press ISBN 0-8371-5683-1.
- Doner, Colonel V. (2012). Christian Jihad: Neo-Fundamentalists and the Polarization of America, Samizdat Creative
- Elliott, David R. (1993). "Knowing No Borders: Canadian Contributions to Fundamentalism." In George A. Rawlyk and Mark A. Noll, eds. Amazing Grace: Evangelicalism in Australia, Britain, Canada and the United States. Grand Rapids: Baker. 349–374, ISBN 0-7735-1214-4.
- Dollar, George W. (1973). A History of Fundamentalism in America. Greenville: Bob Jones University Press.
- Hankins, Barry. (2008). American Evangelicals: A Contemporary History of A Mainstream Religious Movement, scholarly history excerpt and text search
- Harris, Harriet A. (1998). Fundamentalism and Evangelicals. Oxford University. ISBN 0-19-826960-9.
- Hart, D. G. (1998). “The Tie that Divides: Presbyterian Ecumenism, Fundamentalism and the History of Twentieth-Century American Protestantism”. 《Westminster Theological Journal》 60: 85–107.
- Hughes, Richard Thomas (1988). The American quest for the primitive church 257pp excerpt and text search
- Laats, Adam (Feb. 2010). "Forging a Fundamentalist 'One Best System': Struggles over Curriculum and Educational Philosophy for Christian Day Schools, 1970–1989," History of Education Quarterly, 50 (Feb. 2010), 55–83.
- Longfield, Bradley J. (1991). The Presbyterian Controversy. New York: Oxford University Press. ISBN 0-19-508674-0.
- Marsden, George M. (1995). "Fundamentalism as an American Phenomenon." In D. G. Hart, ed. Reckoning with the Past, 303–321. Grand Rapids: Baker.
- Marsden; George M. (1980) 보관됨 2012-03-30 - 웨이백 머신. Fundamentalism and American Culture. Oxford: Oxford University Press. ISBN 0-19-502758-2; the standard scholarly history; excerpt and text search
- Marsden, George M. (1991). Understanding Fundamentalism and Evangelicalism excerpt and text search
- McCune, Rolland D (1998). “The Formation of New Evangelicalism (Part One): Historical and Theological Antecedents” (PDF). 《Detroit Baptist Seminary Journal》 3: 3–34. 10 September 2005에 원본 문서 (PDF)에서 보존된 문서.
- McLachlan, Douglas R. (1993). Reclaiming Authentic Fundamentalism. Independence, Mo.: American Association of Christian Schools. ISBN 0-918407-02-8.
- Noll, Mark (1992). A History of Christianity in the United States and Canada.. Grand Rapids: Wm. B. Eerdmans Publishing Company. 311–389. ISBN 0-8028-0651-1.
- Noll, Mark A., David W. Bebbington and George A. Rawlyk eds. (1994). Evangelicalism: Comparative Studies of Popular Protestantism in North America, the British Isles and Beyond, 1700–1990.
- Rawlyk, George A., and Mark A. Noll, eds. (1993). Amazing Grace: Evangelicalism in Australia, Britain, Canada, and the United States.
- Rennie, Ian S. (1994). "Fundamentalism and the Varieties of North Atlantic Evangelicalism." in Mark A. Noll, David W. Bebbington and George A. Rawlyk eds. Evangelicalism: Comparative Studies of Popular Protestantism in North America, the British Isles and Beyond, 1700–1990. New York: Oxford University Press. 333–364, ISBN 0-19-508362-8.
- Russell, C. Allyn (1976), 《Voices of American Fundamentalism: Seven Biographical Studies》, Philadelphia: Westminster Press, ISBN 0-664-20814-2
- Ruthven, Malise (2007). Fundamentalism: A Very Short Introduction excerpt and text search
- Sandeen, Ernest Robert (1970). The Roots of Fundamentalism: British and American Millenarianism, 1800–1930, Chicago: University of Chicago Press, ISBN 0-226-73467-6
- Seat, Leroy (2007). Fed Up with Fundamentalism: A Historical, Theological, and Personal Appraisal of Christian Fundamentalism. Liberty, MO: 4-L Publications. ISBN 978-1-59526-859-4
- Stackhouse,  John G. (1993). Canadian Evangelicalism in the Twentieth Century
- Trollinger, William V. (1991). God's Empire: William Bell Riley and Midwestern Fundamentalism excerpts and text search
- Utzinger, J. Michael (2006). Yet Saints Their Watch Are Keeping: Fundamentalists, Modernists, and the Development of Evangelical Ecclesiology, 1887-1937, Macon: Mercer University Press, ISBN 0-86554-902-8
- Witherup, Ronald D. S.S. (2001). Biblical Fundamentalism: What Every Catholic Should Know, 101pp excerpt and text search
- Young, F. Lionel, III, (2005). "To the Right of Billy Graham:  John R. Rice's 1957 Crusade Against New Evangelicalism and the End of the Fundamentalist-Evangelical Coalition."  Th. M. Thesis, Trinity Evangelical Divinity School.

### 원전
- Hankins, Barr, ed. (2008). Evangelicalism and Fundamentalism: A Documentary Reader excerpt and text search
- Torrey, R. A., Dixon, A. C., et al. (eds.) (1917).  The Fundamentals: A Testimony to the Truth partial version at web.archive.org.  Accessed 2011-07-26.
- Trollinger, William Vance, Jr., ed. (1995). The Antievolution Pamphlets of William Bell Riley. (Creationism in Twentieth-Century America: A Ten-Volume Anthology of Documents, 1903-1961. Vol. 4.) New York: Garland, 221 pp. excerpt and text search

## 같이 보기
- 복음주의
- 신복음주의
- 근본주의 신학
- 보수주의 신학
- 기독교 우파
- 미국의 기독교 근본주의 운동
- 원숭이 재판
- 근본주의
- 의사과학
- 창조과학

## 참고 문헌
1. ↑  Marsden (1980), pp. 55–62, 118–23.
2. ↑  Sandeen (1970), p. 6
3. ↑  Packer, J. I. Fundamentalism and the Word of God. (London, 1958)
4. ↑  기독교 4세기부터의 전통과 종교개혁 전통을 존중하는 개신교회의 전통적인 성경 무오설과는 매우 다른 성경이해이다.
5. ↑  《깨어지는 한국교회》(원제:깨어지는 한국 개신교회)/이상성 지음/인물과 사상사
6. ↑  재미있는 교회사/유재덕 지음/작은행복
7. ↑  “Why I Am Not a Fundamentalist, by Douglas Jacoby” (미국 영어). 2017년 6월 14일. 2022년 2월 7일에 확인함.